# Zhige
Zhige (kinesiska: 止戈镇, 止戈) är en köping i Kina. Den ligger i provinsen Sichuan, i den sydvästra delen av landet, omkring 110 kilometer sydväst om provinshuvudstaden Chengdu. Antalet invånare är 17 945. Befolkningen består av 9 086 kvinnor och 8 859 män. Barn under 15 år utgör 11,0 %, vuxna 15-64 år 75 %, och äldre över 65 år 12,0 %.
Genomsnittlig årsnederbörd är 1 606 millimeter. Den regnigaste månaden är juli, med i genomsnitt 392 mm nederbörd, och den torraste är januari, med 12 mm nederbörd.